# Dornier Do 228

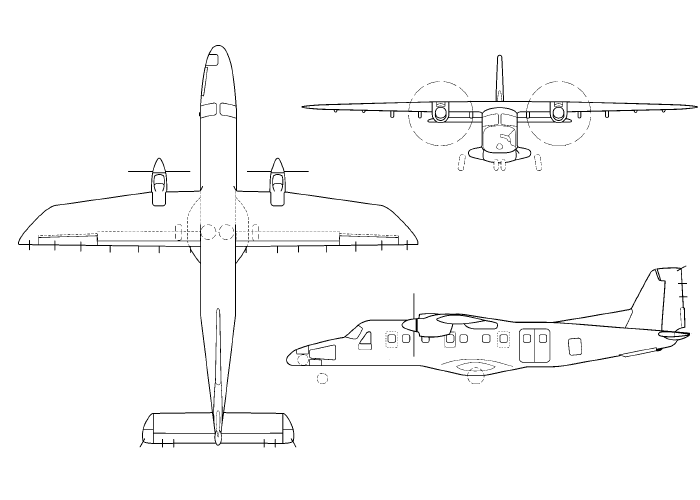
Tekeningen van de Do 228-212

De Dornier Do 228 is een klein turboprop verkeersvliegtuig van de Duitse vliegtuigbouwer Dornier. Tussen 1981 en 1998 zijn ongeveer 270 Do 228's gebouwd, onder andere in Oberpfaffenhofen (Duitsland) en Kanpur (India).

## Geschiedenis
Aan het einde van de jaren 70 had Dornier een nieuw soort vleugel ontwikkeld, de zogenaamde TNT vleugel (Tragflügel neuer Technologie). Dornier testte deze nieuwe vleugel op een aangepaste Dornier Do 28 Skyservant. Ook werden andere motoren gebruikt. Het vliegtuig werd de Dornier Do 128 genoemd en werd voorzien van twee Garrett AiResearch TPE-331 motoren. Dornier ontwikkelde ook een nieuwe romp voor het vliegtuig met aangepaste motoren. Er waren twee versies van het vliegtuig, te weten een voor 15 en één 19 passagiers. Deze vliegtuigen werden E-1 (Do 228-100) en E-2 (Do 228-200) genoemd. Op de ILA van 1980 presenteerde Dornier het nieuwe vliegtuig aan het publiek. De twee prototypes vlogen successievelijk voor het eerste op 21 maart 1981 en op 9 mei 1981. Nadat Dornier de certificatie had ontvangen werd het eerste vliegtuig in dienst genomen door Norving Flyservice op februari 1982. In 1998 werd de productie gestopt. De opvolger van dit toestel was de Dornier 328.
Sedert 2009 wordt de Dornier 228 weer geproduceerd met een glazen cockpit en een vijfbladige propeller door RUAG Aerospace Services GmbH. De afbeelding hierboven toont de Do228 NXT.

## Gebruikers
De gebruikers van de nog circa 125 overgebleven Do 228's zijn:
Dornier Aviation Nigeria (15), Daily Air (4), Dolphin Air (6), Indian Airlines (2), Iran Aseman Airlines (5), Luftfahrtgesellschaft Walter (6), Air Caraïbes (7), Summit Air (7), nog 35 andere maatschappijen gebruiken dit toestel in kleinere hoeveelheden. Daarnaast gebruikt de Nederlandse Kustwacht twee Dornier 228's.

## Galerij

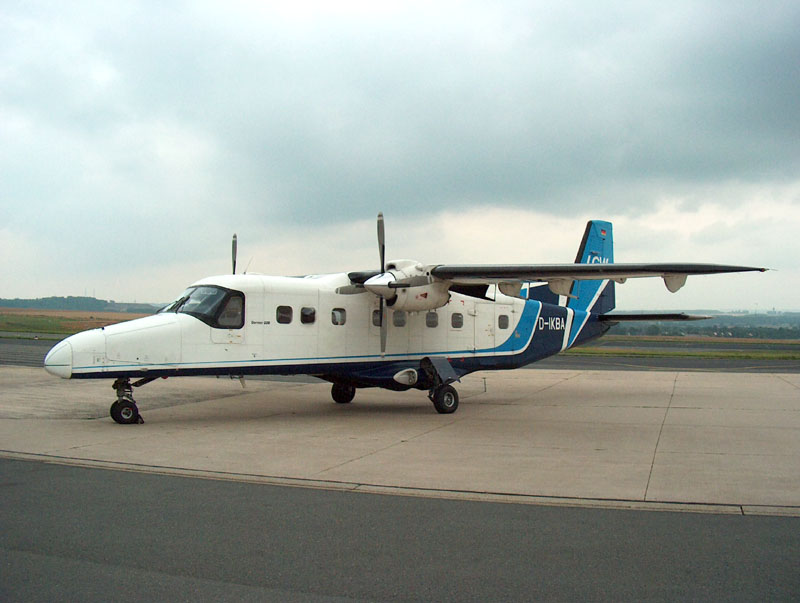
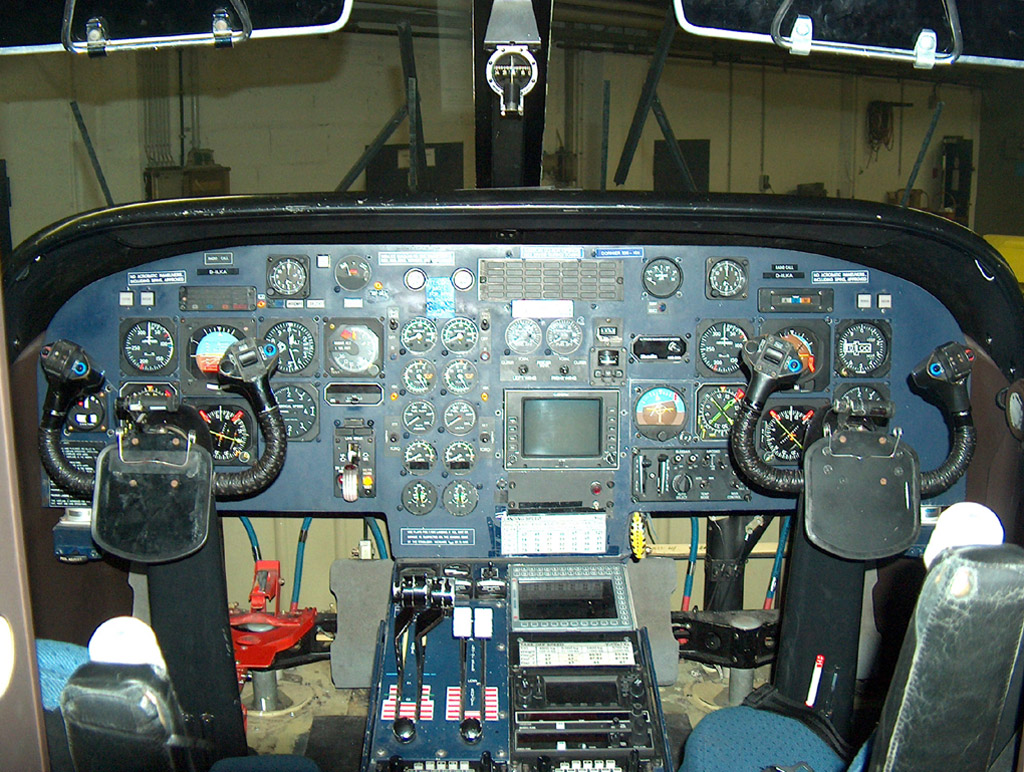
Cockpit
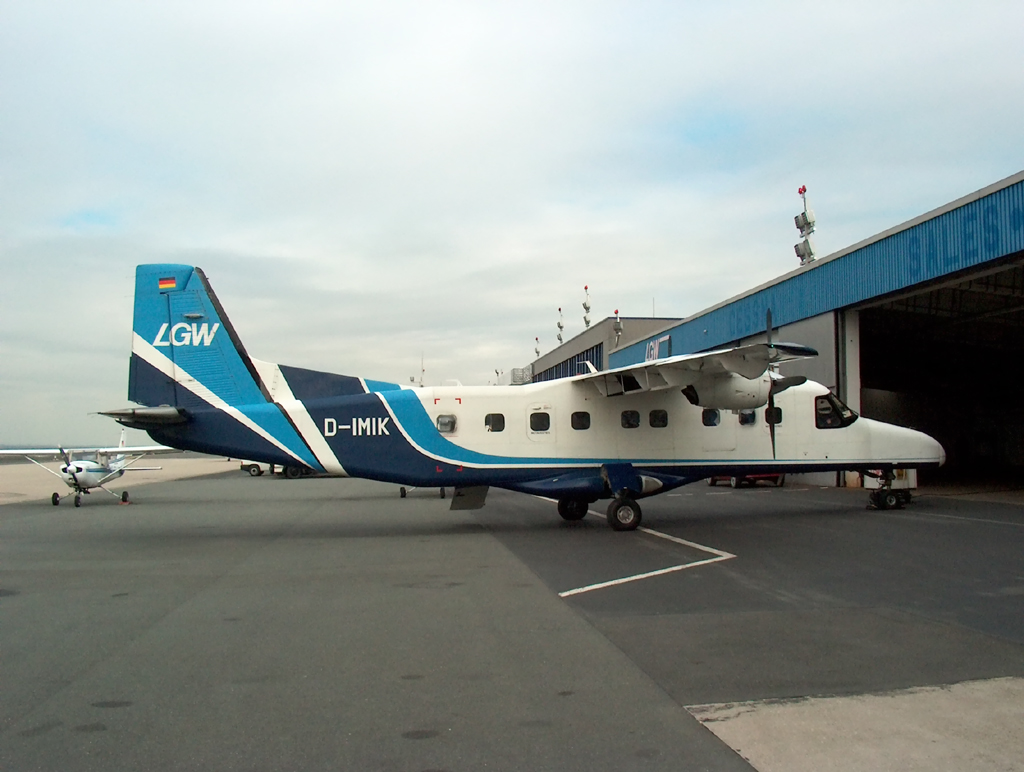
Do 228-200 van de Duitse vliegmaatschappij LGW
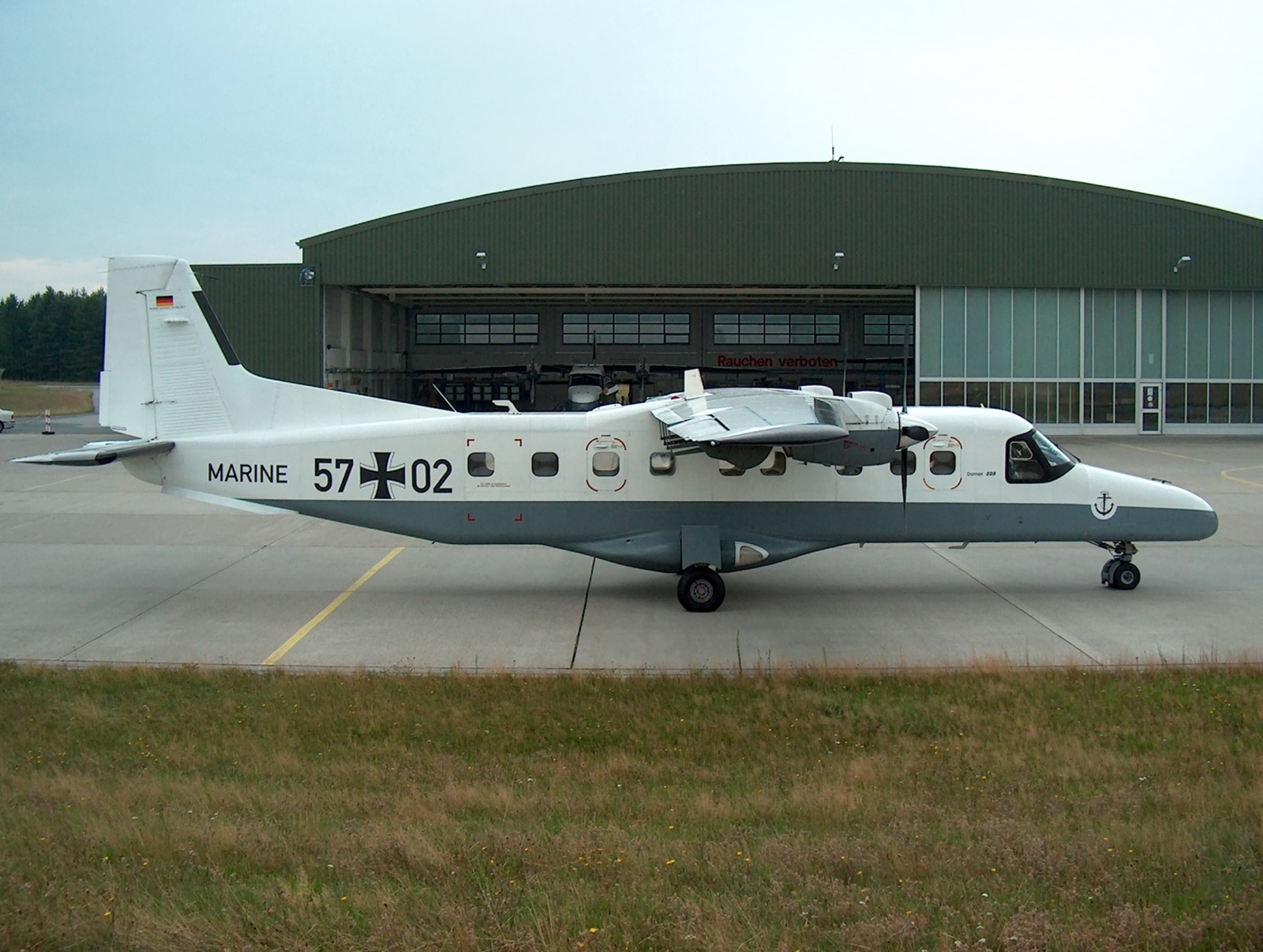
Do 228 LT van de Duitse Marine in Nordholz. Op de achtergrond Do 228 LM.